# Andrew Wagner
Andrew Wagner est un réalisateur américain.

## Filmographie
Réalisateur
- 2004 : The Talent Given Us (en)
- 2007 : Starting Out in the Evening (en)
- 2017 : Breakable You

Chef opérateur
- 2002 : Looking for Jimmy de Julie Delpy
- 2004 : The Talent Given Us